# Associazione Sportiva Del Duca Ascoli 1965-1966
Questa pagina raccoglie le informazioni riguardanti l'Associazione Sportiva Del Duca Ascoli nelle competizioni ufficiali della stagione 1965-1966.

## Rosa
| N. |                   | Ruolo | Calciatore         |
| -- | ----------------- | ----- | ------------------ |
|    | Italia (bandiera) | A     | Renzo Aldi         |
|    | Italia (bandiera) | P     | Adriano Bardin     |
|    | Italia (bandiera) | C     | Franco Beccaccioli |
|    | Italia (bandiera) | C     | Alberto Benini     |
|    | Italia (bandiera) | D     | Francesco Bigoni   |
|    | Italia (bandiera) | D     | Silvio Camaioni    |
|    | Italia (bandiera) | C     | Adelmo Capelli     |
|    | Italia (bandiera) | C     | Roberto Cicchi     |
|    | Italia (bandiera) | P     | Ernesto Ferraro    |

| N. |                   | Ruolo | Calciatore        |
| -- | ----------------- | ----- | ----------------- |
|    | Italia (bandiera) | A     | Roberto Ghelli    |
|    | Italia (bandiera) | D     | Vittorio Guzzo    |
|    | Italia (bandiera) | A     | Tino Magnan       |
|    | Italia (bandiera) | A     | Armando Marcos    |
|    | Italia (bandiera) | D     | Franco Masetto    |
|    | Italia (bandiera) | C     | Carlo Mazzone     |
|    | Italia (bandiera) | C     | Nicola Raccuglia  |
|    | Italia (bandiera) | A     | Giorgio Sani      |
|    | Italia (bandiera) | C     | Antonio Tomassoni |